# Élections législatives rwandaises de 1983
Les élections législatives rwandaises de 1983 se déroulent le 26 décembre 1983 afin de pourvoir les 70 sièges du Conseil national de développement du Rwanda.
Le pays, dirigé par Juvénal Habyarimana depuis son coup d'état contre le président Grégoire Kayibanda en 1973, est alors un régime à parti unique sous l'égide du Mouvement révolutionnaire national pour le développement (MRND), qui remporte l'intégralité des sièges,.

## Contexte
Malgré la tenue des élections en décembre 1981, la législature fut considérée comme ayant débuté le 8 janvier 1979, ce qui entraina de nouvelles élections dès 1983 à l’expiration de son mandat.
Le MRND tient son quatrième congrès du 26 au 29 juin 1983 et réélit à sa présidence Juvénal Habyarimana, qui est ainsi à nouveau désigné candidat unique à la présidence et compose la liste des candidats du parti aux législatives.

## Mode de scrutin
Le Conseil national de développement est alors le parlement unicaméral du Rwanda. Il est composé de 70 députés (64 aux précédentes élections) élus pour cinq ans au scrutin plurinominal majoritaire à un tour dans plusieurs circonscriptions plurinominales correspondant aux préfecture du pays, en fonction de leur population. Le vote est obligatoire, et les électeurs n'ont la possibilité que de voter pour l'un ou l'autre candidat du MRND, qui en présente le double du nombre de sièges à pourvoir.

## Résultats
Une campagne électorale d'un mois précède les législatives, qui voient la défaite de 17 députés sortants candidats à leurs réélections et l'arrivée de 23 nouveaux membres. Neuf femmes sont élues. Le Général-Major Habyarimana annonce un remaniement du Conseil des Ministres le 8 janvier 1984.  
|                          |                                                          |           |         |        |     |  |  |  |  |
| Parti                    | Parti                                                    | Votes     | %       | Sièges | +/– |  |  |  |  |
|                          | Mouvement révolutionnaire national pour le développement | 2 364 592 | 100     | 70     | 6   |  |  |  |  |
|                          |                                                          |           |         |        |     |  |  |  |  |
| Total suffrages exprimés | Total suffrages exprimés                                 | 2 364 592 | 100     | 70     | 6   |  |  |  |  |
| Inscrits / participation | Inscrits / participation                                 | 2 433 265 | > 97,17 |        |     |  |  |  |  |